# Jofre Mateu
Jofre Mateu González (Alpicat, 24 januari 1980) - voetbalnaam Jofre is een voormalig Spaans profvoetballer. Die bij voorkeur op het middenveld speelde.

## Clubvoetbal
Jofre is afkomstig uit de cantera (jeugdopleiding) van FC Barcelona. Hij debuteerde op 5 mei 1998 in het eerste elftal in de verloren finale van de Copa de Catalunya tegen CE Europa. Op 15 mei 1998 maakte hij op een leeftijd van achttien jaar en vier maanden tegen UD Salamanca zijn eerste competitiedoelpunt voor het eerste elftal. Jofre was met deze treffer lange tijd de jongste speler die een doelpunt in de Primera División maakte voor FC Barcelona, totdat de Argentijn Lionel Messi in 2005 dit record verbeterde. Jofre zou bij FC Barcelona echter nooit doorbreken, in tegenstelling tot generatiegenoten Xavi en Carles Puyol. Na meerdere seizoenen bij FC Barcelona B te hebben gespeeld vertrok Jofre in 2002 naar UD Levante. Met Levante promoveerde de Catalaan in 2004 naar de Primera División. Na één seizoen degradeerde de tweede club van Valencia echter en Jofre vertrok naar RCD Espanyol. Na twee seizoenen bij deze club tekende de middenvelder in 2006 bij Real Murcia. Via Rayo Vallecano (2008-2010), Real Valladolid (2012-2014) en Girona FC (2012-2014) kwam hij in augustus in India waar hij in de tweede ronde van de draft voor de Indian Super League gekozen werd bij Atlético de Kolkata.

## Nationaal elftal
Jofre speelde nog nooit voor het Spaans nationaal elftal. Hij speelde de middenvelder tweemaal in het Catalaans elftal: in mei 2002 tegen Brazilië en in december 2002 tegen Argentinië.